# Sauconita
La sauconita es un mineral de la clase de los filosilicatos, y dentro de esta pertenece al llamado “grupo de la smectita”. Fue descubierta en 1875 en una mina del municipio de Upper Saucon, en el estado de Pensilvania (EE. UU.), siendo nombrada así por esta localidad.

## Características químicas
Es un aluminosilicato hidroxilado e hidratado de sodio y de cinc. El grupo de la esmectita en que se encuadra son todos minerales de la arcilla del sistema monoclínico. Estructuralmente es un filosilicato con hojas de mica, compuestas de anillos de tetraedros y octaedros.
Además de los elementos de su fórmula, suele llevar como impurezas: titanio, hierro, manganeso, cobre, magnesio, calcio y potasio.

## Formación y yacimientos
Aparece en forma de masas en las zonas oxidadas de los yacimientos de minerales del cinc y cobre. Puede aparecer como redeposición en aguas estancadas.
Suele encontrarse asociado a otros minerales como: hemimorfita, smithsonita, crisocola, coronadita y óxidos del hierro.